# Радужный (Магаданская область)
Радужный — посёлок в Магаданской области России. Входит в Ольский район и соответствующий ему муниципальный округ.

## География
Расположен в 3,5 км к северу от посёлка Армань и в 40 км к западу от Магадана.

## Население
| 2002 | 2010 | 2012 | 2013 | 2018 | 2020 | 2021 |
| ---- | ---- | ---- | ---- | ---- | ---- | ---- |
| 184  | ↘171 | ↘167 | ↘163 | ↘137 | ↘131 | ↘96  |

## История
С 2005 до 2015 года посёлок входил в сельское поселение посёлок Армань. До 2014 года в посёлке находился крупный радиоцентр.